# Donja Germanija
Donja Germanija (na latinskom Germania Inferior) bila je rimska provincija koja se nalazila na lijevoj obali Rajne, u današnjoj južnoj i zapadnoj Nizozemskoj i zapadnoj Njemačkoj. Glavna naselja u provinciji bili su: Bona (Bonn), Castra Vetera i Colonia Ulpia Traiana (blizu Xantena), Ulpia Noviomagus Batavorum, Trajectum ad Rhenum, i Colonia Agrippinensis (Köln) (glavni grad provincije).
Vojska koja je bila smještena u Donjoj Germaniji poznata je s natpisa po skraćenici EX.GER.INF. (Exercitus Germania Inferior). Bilo je nekoliko rimskih legija smješteno stalno u ovoj provinciji. Rimska mornarica je redovno patrolirala Rajnom sve do Sjevernog mora i bila je smještena u Castra Vetera a kasnije u Agrippinensis.
Prvi sukob između rimske vojske i stanovništva Donje Germanije započeli su tijekom rata Julija Cezara u Galiji. Cezar je napao Donju Germaniji 57. godine pr. Kr, i u sljedeće tri godine uništio nekoliko barbarskih plemena u ovom kraju.
Donja Germanija je dobila stalna rimska naselja nekoliko godina posle ovog Cezarovog rata. U početku je bila dio Galije Belgike. Godine 90. Donja Germanija proglašena je za carsku provinciju. To je i datum osnivanja ove provincije. Južno od Donje, nalazi se Gornja Germanija. Dakle, Donja Germanija je na karti "gore".
69. godine Donja Germanija je bila potresena ustankom Batavaca. Tom prilikom su uništeni neki rimski vojni logori. I u kasnijim vremenima dolazilo je do naseljavanja Germana iz područja istočno od Rajne u ovu provinciju. Bila su česti i napadi i razaranja koje su Germani vršili u Donjoj Germaniji. Tako je Colonia Ulpia Traiana 275. godine bila gotovo uništena. Oko 400. godine, pod pritiskom germanskih barbara uprava u provinciji se potpuno urušila. Provincija je prestala postojati.